# Thalamoporella falcifera
Thalamoporella falcifera är en mossdjursart som först beskrevs av Walter Douglas Hincks 1880.  Thalamoporella falcifera ingår i släktet Thalamoporella och familjen Thalamoporellidae.
Artens utbredningsområde är Mexikanska golfen. Inga underarter finns listade i Catalogue of Life.